# Édouard Joseph Dantan
Édouard Joseph Dantan (Paris, 26 de agosto de 1848 - Villerville, 7 de julho de 1897) foi um pintor francês na tradição clássica. Ele foi amplamente reconhecido em sua época, embora posteriormente tenha sido ofuscado por pintores com estilos mais modernos. 

## Biografia
Édouard Joseph Dantan nasceu em 26 de agosto de 1848 em Paris. Seu avô, que havia lutado nas guerras napoleônicas, era um escultor de madeira. Seu pai, Antoine Laurent Dantan, e o tio, Jean-Pierre Dantan, eram escultores conhecidos. Dantan foi aluno de Isidore Pils e Henri Lehmann na École nationale supérieure des Beaux-Arts em Paris.  Aos dezenove anos, ganhou uma comissão por uma grande pintura mural da Santíssima Trindade para o hospício Brezin em Marne (Seine-et-Oise). A primeira exposição de Dantan no Salão de Paris foi um episódio na destruição de Pompeia em 1869. Em 1870, a Guerra Franco-Prussiana interrompeu seu trabalho e ele se alistou na força de defesa. Ele recebeu a patente de sargento e depois foi promovido a tenente. Durante a guerra, a casa da família foi incendiada.
Nos anos após a guerra, Dantan exibiu uma série de outras pinturas no Salon, incluindo Hércules aos pés de Omphale (1871), Morte de Tusaphane (1875), The Nymph Salmacis (1876), Priam Exmanding of Achillees the Body of Hector (1877), Chamado dos Apóstolos Pedro e André (1878), Canto de um estúdio (1880) e O rompimento do modelo (1881).  Ele continuou a expor no Salon até 1895. Em 1890, 1894 e 1895, ele serviu no júri do Salon. 

## Estilo e recepção

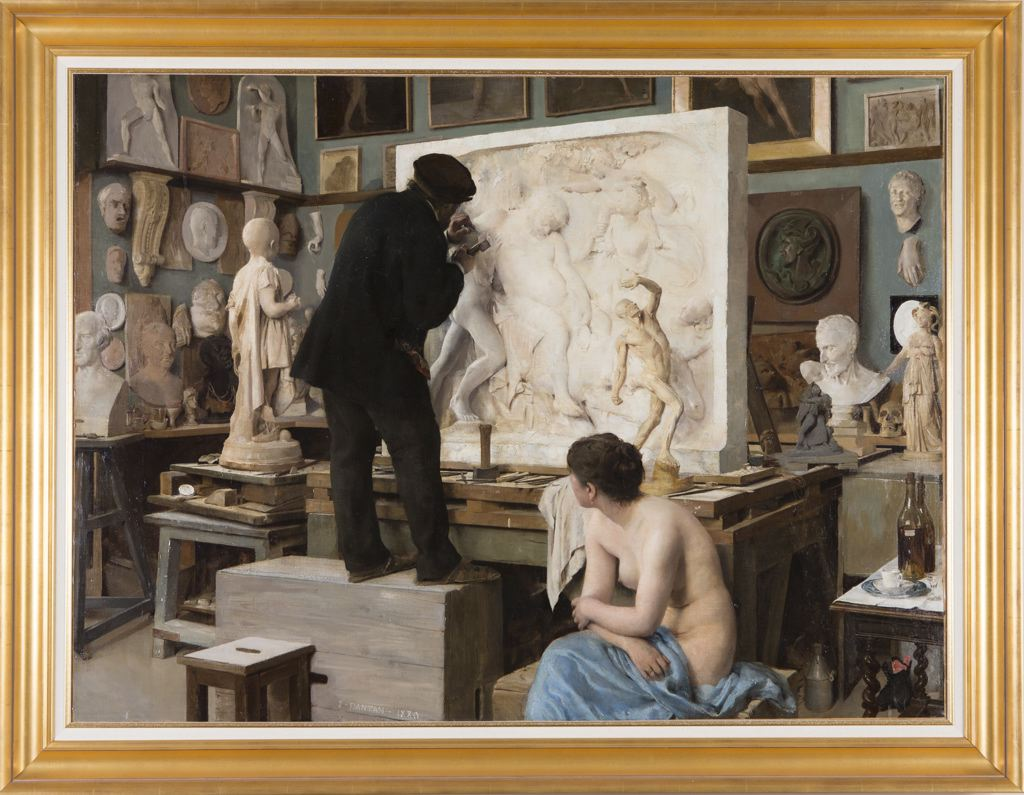
Moeda d'atelier (1880)

Na exposição de 1870 da École Nationale des Beaux-Arts, Dantan recebeu uma menção honrosa por sua submissão ao prix de Rome. Em 1874, ele ganhou uma medalha de terceira classe por pintar um monge esculpindo um Cristo em madeira. Em 1880, ele ganhou uma medalha de segunda classe por sua pintura Un coin d'atelier (um canto da oficina). Ele recebeu uma medalha de ouro na Exposição de Paris de 1889, e várias de suas pinturas foram compradas pelo Estado francês. 
Os trabalhos de Dantan seguiram a tradição acadêmica da pintura e foram elogiados por seus contemporâneos. Seu domínio técnico é ilustrado por pinturas como Un coin d'atelier (1880), onde ele descreve seu pai trabalhando em um baixo-relevo em seu estúdio, visto por trás. O estúdio está cheio de pinturas e esculturas. Em primeiro plano, uma mulher nua está dando um tempo na modelagem. Um crítico elogiou a pintura por seguir todas as regras do trompe-l'oeil e da fotografia estereoscópica. Descrevendo uma pintura de um grupo de marinheiros após um clérigo que vai abençoar o mar, outro crítico disse em 1881 "que ele escreveu uma página na qual crentes e céticos devem levantar o chapéu".
Seu Le déjeuner du modèle exibido no Salon em 1881 mostra uma modelo comendo um prato de ovos em um intervalo da sessão de poses. A cena é iluminada por uma luz branca clara, com uma sensação delicada de luz refletida. Um revisor disse que Dantan tratou o assunto com bom gosto e graça, quando poderia facilmente ter caído em vulgaridade. Ele não estava de forma alguma limitado a um gênero. Outras pinturas da época incluíam uma de sua mãe ao ar livre em sua cadeira inválida, o rosto triste, um retrato pastoral de uma jovem loira de vestido azul, cheia de vida, e de um pobre pescador jantando em sua miserável cabine em um pedaço de pão e cebola.
Mais tarde, o estilo clássico de Dantan saiu de moda. Ao escrever a primeira exposição da Société Nationale des Beaux-Arts no Champ de Mars, em 1890, Walter Sickert criticou profundamente a maioria das pinturas, abrindo exceções para uma série de paisagens do leste por Louis-Jules Dumoulin, uma pintura de Édouard Manet, alguns retratos de Jules-Élie Delaunay e alguns estudos de Dantan. Ele elogiou Dumoulin como mestre, descreveu o trabalho de Manet como brilhante e poderoso, o de Delaunay como respeitável e o de Dantan como consciente.

## Principais obras

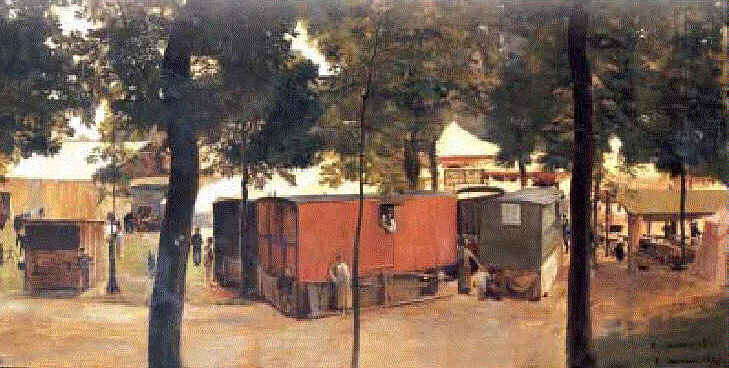
Festa Foraine de Saint-Cloud (1879)

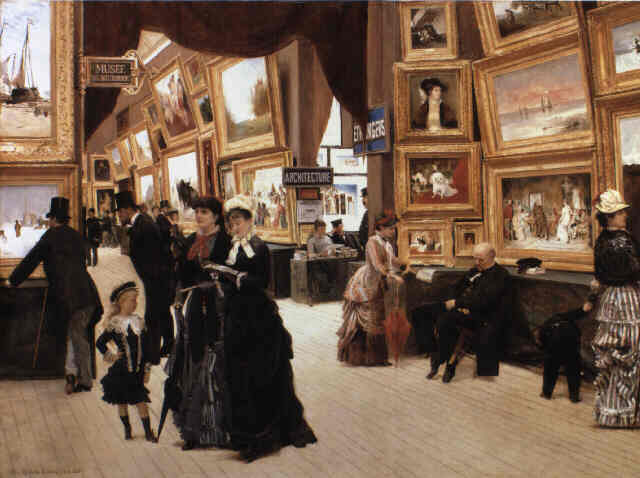
Un Coin du Salon em 1880

A princípio, os assuntos de Dantan eram extraídos principalmente da mitologia clássica ou de assuntos religiosos, como era comum em seus dias. Mais tarde, ele fez uma série de pinturas de cenas de oficinas de escultura, familiares desde a infância. Ele também pintou retratos e vistas de Villerville. 
- 1869 Episódio da destruição de Pompéia
- 1872 The Trinity, capela do Hospital em Brezen-on-the-Marne
- 1872 Retrato Seu pai, trabalhando em um busto de mármore
- 1874 Hércules aos pés de Omphale
- 1874 Um monge como escultor em madeira, Museu das Belas Artes de Nantes
- 1875 O atirador de quoit, Museu de Belas Artes de Rouen, Rouen
- 1876 The Nymph Salmacis
- 1878 Phrosine e Mélidore depois de Pierre Paul Prud'hon, Museu de Belas Artes de Bordéus
- 1879 Fête Foraine de Saint-Cloud
- 1880 Cristo na cruz, Igreja de Dombrowa, Polônia
- 1880 Un Coin d'atelier, Paris, Palácio do Luxemburgo (arquivado em 1925, não encontrado em 1977)
- 1880 Un Coin du Salon de 1880 (venda Sotheby's New York, 24 de maio de 1995)
- 1881 Le déjeuner du modèle
- Dia de Corpus Christi de 1882
- 1884 Enterro de uma criança, Villerville, Musée Malraux, Le Havre
- 1885 Atirando suas redes
- 1886 Entrar na Comédia Francesa de Primeira Guerra Mundial, em 1885, Comédia Francesa, Paris
- 1887 Un moulage sur Nature, Konstmuseum Gotemburgo, Gotemburgo
- 1887 L'Atelier du sculptor

## Galeria

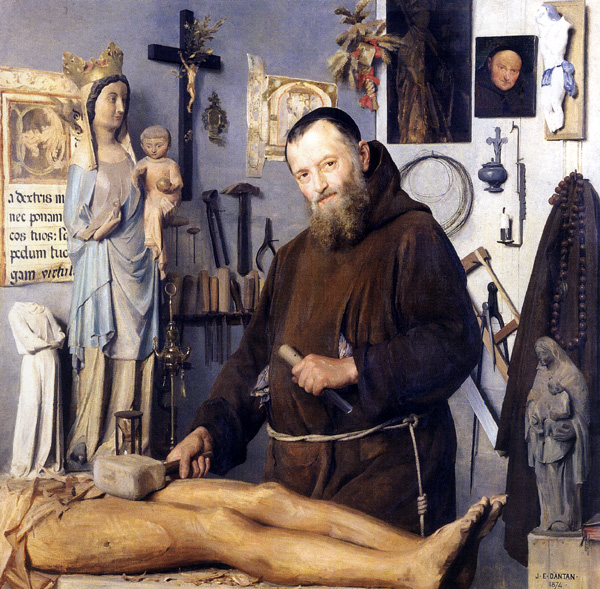
Um monge como escultor de madeira (1874)
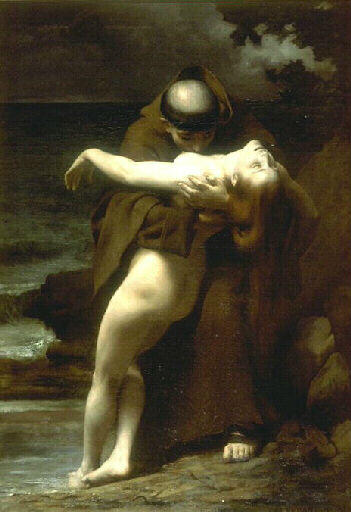
Phrosine et Mélidore (1878)
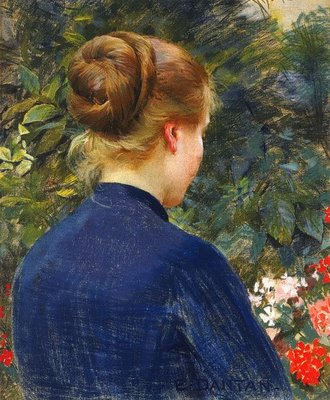
Retrato (ca 1880)
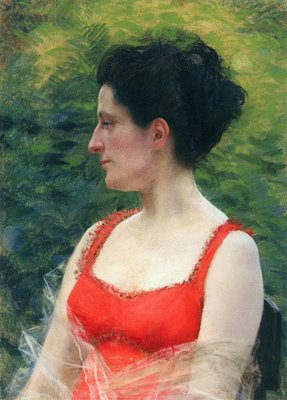
Retrato (ca 1880)
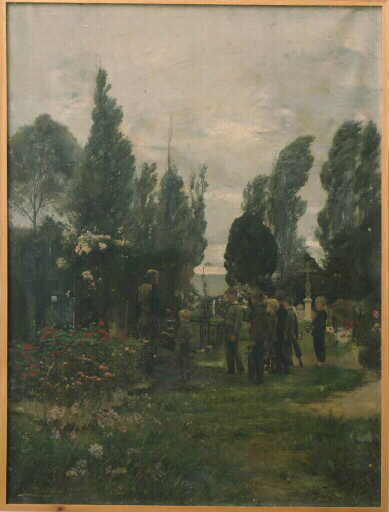
Enterro de uma criança, Villerville (1884)
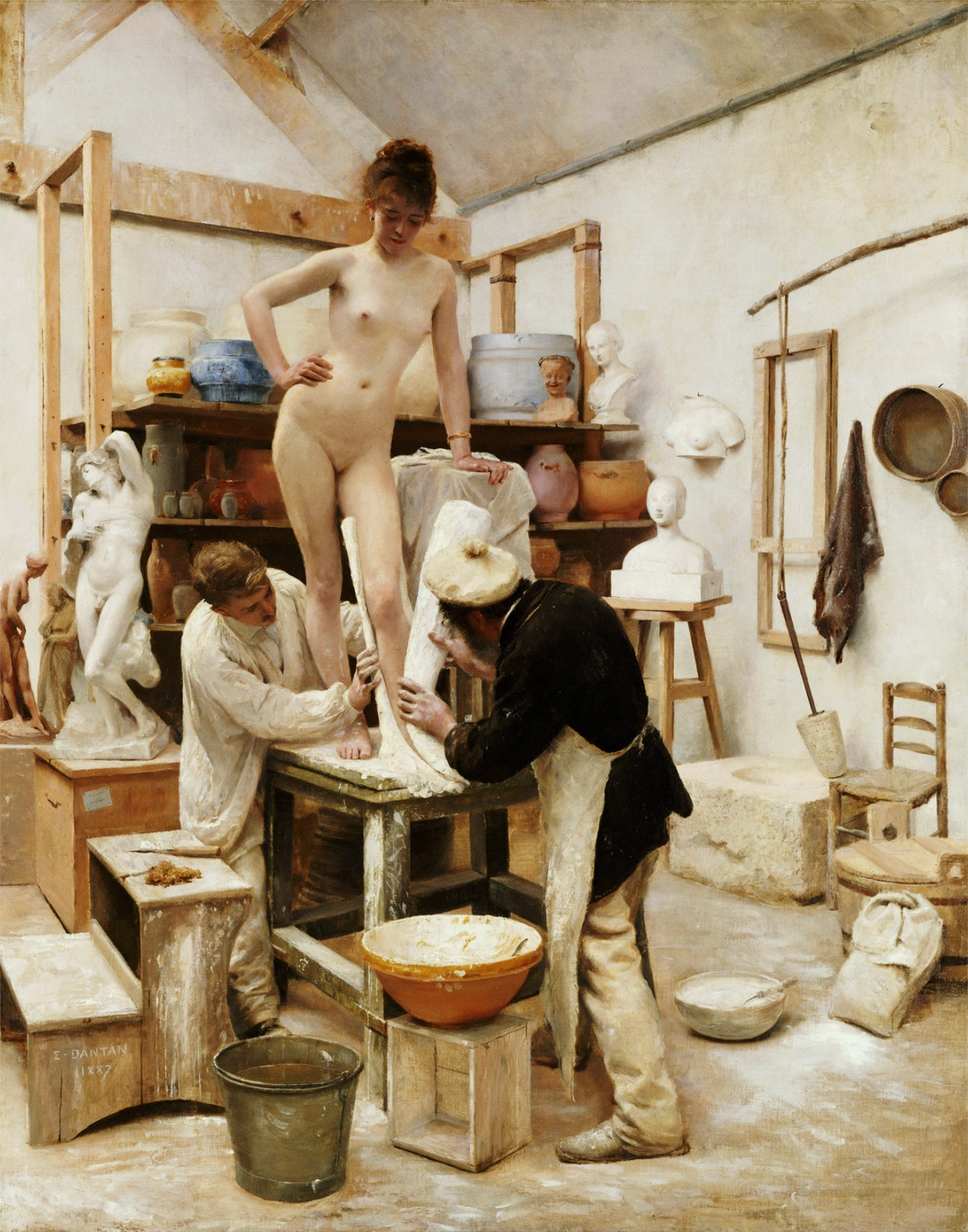
Um Elenco da Vida (1887)
Escultor
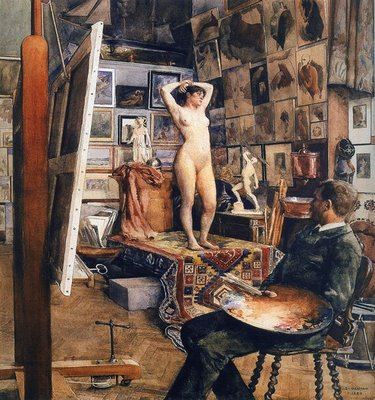
Studioscene (ca 1890)
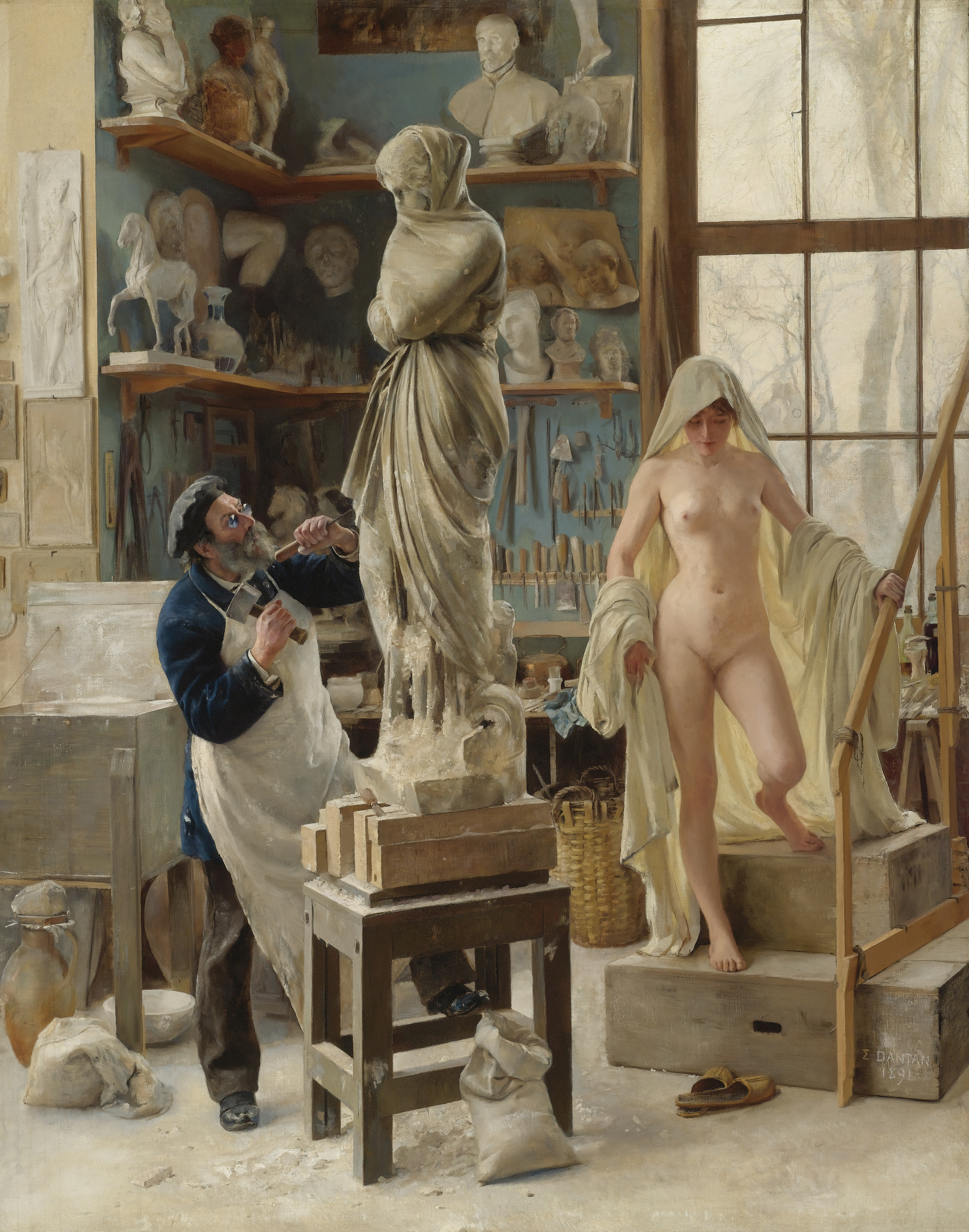
Uma Restauração (1891)
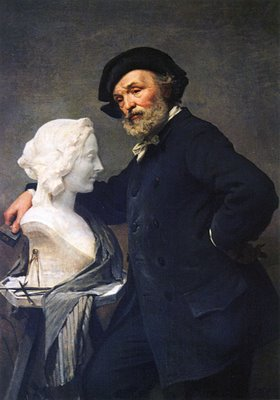
Retrato (ca 1890)